# Us (riu)
L'Us és un riu situat a la República de Komi (Rússia). Té una longitud de 102 km i desemboca al marge esquerre del Mezén, al possiólok d'Ussogorsk. La seva àrea de captació és de 917 km².